# Fundulopanchax

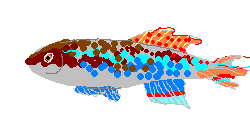
Esbós de Fundulopanchax gularis

 Fundulopanchax  és un gènere de peixos de la família Aplocheilidae i de l'ordre dels ciprinodontiformes.

## Taxonomia
- Fundulopanchax amieti  (Radda, 1976)
- Fundulopanchax arnoldi (Boulenger, 1908)
- Fundulopanchax avichang (Malumbres i Castelo, 2001)
- Fundulopanchax batesii (Boulenger, 1911)
- Fundulopanchax cinnamomeum (Clausen, 1963)
- Fundulopanchax fallax (Ahl, 1935)
- Fundulopanchax filamentosus (Meinken, 1933)
- Fundulopanchax gardneri (Boulenger, 1911)
- Fundulopanchax gresensi (Berkenkamp, 2003)
- Fundulopanchax gularis (Boulenger, 1902)
- Fundulopanchax intermittens  (Radda, 1974)
- Fundulopanchax marmoratus (Radda, 1973)
- Fundulopanchax mirabilis (Radda, 1970)
- Fundulopanchax moensis (Radda, 1970)
- Fundulopanchax ndianus (Scheel, 1968)
- Fundulopanchax oeseri (Schmidt, 1928)
- Fundulopanchax powelli (Van der Zee i Wildekamp, 1994)
- Fundulopanchax puerzli (Radda i Scheel, 1974)
- Fundulopanchax robertsoni (Radda i Scheel, 1974)
- Fundulopanchax rubrolabialis (Radda, 1973)
- Fundulopanchax scheeli (Radda, 1970)
- Fundulopanchax sjostedti  (Lönnberg, 1895)
- Fundulopanchax spoorenbergi (Berkenkamp, 1976)
- Fundulopanchax traudeae (Radda, 1971)
- Fundulopanchax walkeri (Boulenger, 1911)[1][2][3]